# M1117装甲警備車
M1117装甲警備車（M1117 Armored Security Vehicle）は、アメリカ合衆国のTextronがV-150 コマンドウ装甲車を基に開発した装輪装甲車で、警備目的のためにアメリカ陸軍憲兵隊（en）に採用された。愛称はガーディアン（Guardian）や、Armored Security Vehicleの略称であるASVやASV-150などがある。

## 開発
元来、アメリカ軍の戦闘教義では、前線には重装甲の戦車と歩兵戦闘車、装甲兵員輸送車を配備し、後方の補給部隊や基地の警備には非装甲もしくは軽装甲の車両を充足する編成が取られていた。
1980年代以降はこの後方警備部隊には主にハンヴィーが割り当てられていたが、冷戦終結以降の戦争・紛争には明確な前線が存在しないことが多く、逆に後方においてゲリラ戦による補給部隊への攻撃が頻発するようになった。事実、1993年のモガディシュの戦闘において、装甲を持たないハンヴィーはモガディシュ市街において、あちこちからの銃撃を受けてかなりの損耗を受けた。
このため、アメリカ軍では後方警備にも装甲車が必要であると判断し、M1114装甲付きハンヴィーを新たに導入するとともに、1999年にはごく少数のM1117が陸軍憲兵隊に配備された。
21世紀に入って以降のアフガニスタンとイラクにおけるアメリカ軍に対する攻撃は、RPG-7などの強力な火器や道路わきに仕掛けられたIEDによるものが主流となり、装甲付きハンヴィーですら容易に破壊されるほどの損害を多数出すようになったため、M1117は急遽多数導入され、補給部隊や基地の警備、パトロールなどに従事するようになった。
また、M1117は、海兵隊のMRAP プログラムにも出品されたが、脱落してしまっている。

## 概要
M1117は、四輪式の軽装甲車である。車体の基本構造はV-150 コマンドウと同一であるが、車体正面の窓は操縦士のための視界を確保するために大型化されている。乗員配置は車体前部の運転席に2名、中央部の砲塔に1名が乗り込む。
砲塔は、AAV7A1水陸両用装甲兵員輸送車と同型のもので、ブローニングM2重機関銃とMk19 自動擲弾銃を同軸並列で装備している。
装甲は、オリジナルのV-150 コマンドウが7.62mm NATO弾程度にしか耐えられなかったのに対して、12.7mm NATO弾の徹甲弾や、5kgの対戦車地雷、上空15mでの155mm榴弾の炸裂にも耐えられるほどに強化されている。このため、RPG-7やIEDによる攻撃からも乗員を無事に守れるようになっている。
一般的な装甲警備車以外にも、装甲兵員輸送車（乗員3名に歩兵8名が搭乗可能）や指揮通信車、装甲救急車、装甲回収車、装甲偵察車などの派生型も発表されている。

## 採用国

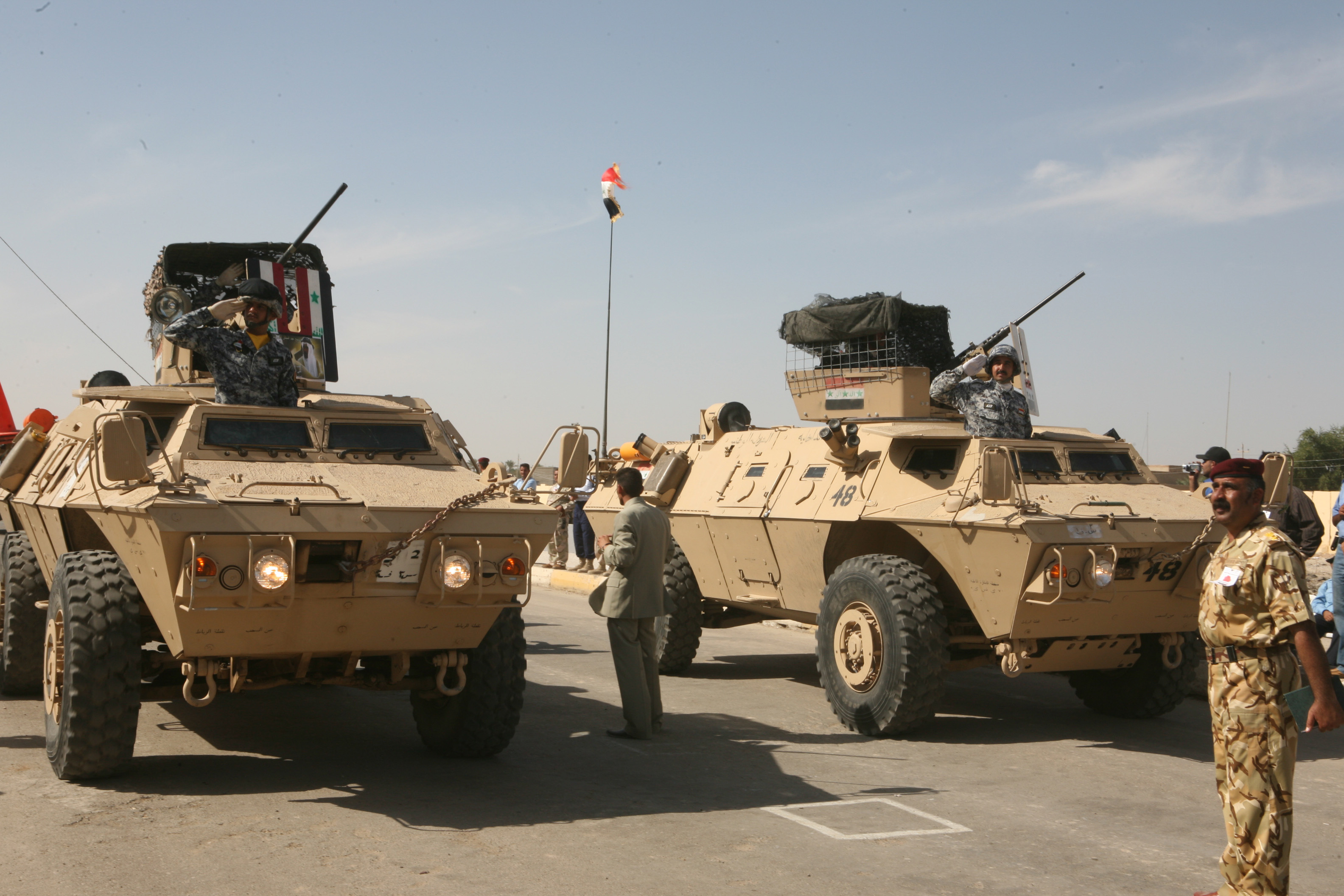
新生イラク陸軍の装甲兵員輸送車仕様M1117

- アメリカ合衆国 - 1,386輌を受領。主にイラクの補給部隊警護部隊と憲兵隊が運用。
- イラク - イラク戦争後に再建された陸軍が106輌を取得。さらに160輌を受領する予定。
- ブルガリア - 2024年時点で、ブルガリア陸軍が17両のM1117を保有[1]。
- コロンビア - 2024年時点で、コロンビア陸軍が28両のコマンドウ・アドバンスド歩兵戦闘車と126両のM1117を保有[2]。
- アフガニスタン - 2014年末までに1,000輌を取得した。2021年の戦闘で多数の車輛がタリバンに鹵獲され運用されている。
- パキスタン
- ギリシャ - 2024年1月時点で837輛を取得。最終的に1,200輛を導入する予定[3][4]。
- ウクライナ - アメリカから250輌を供与され運用中

## 登場作品
映画
『猿の惑星: 新世紀』
サンフランシスコを拠点とする人間集落の装甲車として登場。砲塔にはM2重機関銃の代わりに戦車砲のような主砲が装備されているほか、砲塔上部ハッチにM249軽機関銃が備え付けられている。集落を襲撃したコバ率いる猿達を迎撃するが、コバが砲塔ハッチから潜り込んで乗員を殺害した後、強奪される。同集落の武器庫と化していたフォートポイントにも数台が配置されている。
漫画
『アイアムアヒーロー』
横田基地所属車として第3巻に数コマだけ登場。ZQN発生による混乱を受け、基地のゲートに1台が展開している。
小説
『WORLD WAR Z』
直接の登場はないが、ゾンビ戦争で米陸軍が大敗北を喫したヨンカーズの戦いの後、対ゾンビでの費用対効果の低さから戦車や歩兵戦闘車が退役させられ、陸軍が歩兵主体となった中でもハンヴィーとともに現役に留まっていることが語られる。